# Kfar-Warburg
Kfar-Warburg (כפר ורבורג) est un moshav situé à proximité de la ville de Kiryat-Mal'akhi, fondé en 1939 en Israël.
Le nom du moshav rend hommage à Félix Warburg, homme d'affaires juif américain et sioniste convaincu.
Les 600 habitants du moshav vivent de la culture de vergers, de champs légumiers et de fleurs et des rendements d'une étable et d'un poulailler.
Kfar-Warburg abrite aujourd'hui la salle de conférence Fasmann.